# از میانه رویدادها
از میانهٔ رویدادها (لاتین: In medias res اینْ مِدیاسْ رِس) اصطلاحی است که شاعر رومی هوراس برای اطلاق به حماسه‌هایی وضع کرد که روایت آن‌ها از وسط پی‌رنگ آغاز می‌شود و آنگاه راوی پس‌زمینهٔ رویدادهایی را که در گذشته اتفاق افتاده و به وضع حاضر انجامیده‌است، توصیف می‌کند. در این داستان‌ها خواننده خود وقایع پی‌رنگ را در ترتیبی متفاوت با آنچه راوی روایت کرده‌است کنار هم قرار می‌دهد و آن‌ها را معنادار می‌سازد. توصیف وقایع حادث‌شده در گذشته معمولاً از طریق دیالوگ، فلاش‌بک، روایت غیرخطی یا تعریف کردن صورت می‌گیرد.
برای مثال داستان هملت پس از مرگ پادشاه آغاز می‌شود. از آنجا که درون‌مایهٔ داستان انتقام‌گیری هملت است، شکسپیر روایت را از میانه داستان آغاز می‌کند تا از توصیفات غیرضروری جلوگیری کند و داستان مرگ پادشاه در طول نمایش به تدریج روشن می‌شود.
روایت داستان‌های کوتاه در اغلب موارد از میانه رویدادها آغاز می‌شود.